# Тахти (стадион, Энзели)
Стадион Тахти (перс. استاديوم تختی‎) — многофункциональный стадион, находящийся в городе Энзели (Иран).
Стадион служит домашней ареной для футбольного клуба «Малаван» с 1953 года. Вместимость арены составляет около 8 000 зрителей.
Стадион был построен в 1950—1952 годах и открыт 11 ноября 1953 года. Первоначально стадион назывался «Диба» (до 1981 года). Болельщики же «Малавана» прозвали стадион «Сан-Сирос», в честь самого известного футболиста Сироса Гайеграна, выступавшего за «Малаван» в 1980-х годах.